# Marian Gruszecki
Marian Gruszecki (ur. ok. 1830 w Pławnie, zm. w 1891 w Skierniewicach) – hodowca koni, dżokej, organizator pierwszego w Polskim Królestwie (po powstaniu styczniowym) toru wyścigów konnych.

## Życiorys

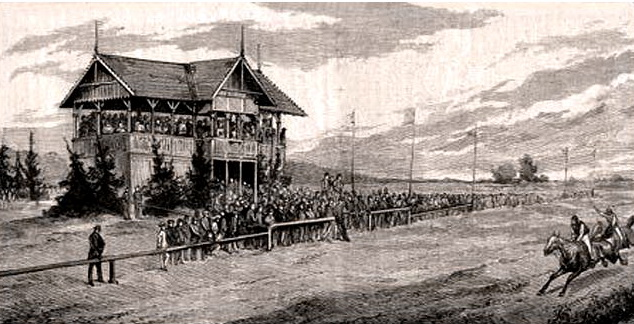
«Wyścigi w Pławnie», 1881. Edward Nicz

W roku 1879 hodowca i sportsmen Marian Gruszecki zorganizował lokalny mityng wyścigowy w swoim majątku w Pławnie, pierwszy w Królestwie Polskim po powstaniu styczniowym, otrzymawszy pozwolenie władz carskich. Marian Gruszecki wydzielił ze swego majątku w Pławnie plac na tor wyścigowy. Pierwsze biegi odbyły się 30 sierpnia na specjalnie przygotowanym torze nad rzeczką. Organizatorem byli zaproszono 200 gości, oprócz których zawody oglądało ponad 1000 miejscowych osób. A rokiem później powstało Pławieńskie Towarzystwo Wyścigów Konnych (uzyskało osobowość prawną w roku 1882). Od 1879 do 1900 r. wyścigi w Pławnie odbywały się corocznie, i zbierały się na nich wybitni hodowcy z terenu Królestwa. 
W 1888 roku Marian Gruszecki sprzedał Pławno Stefanowi Lubomirskiemu i przeprowadził się do Skierniewic, gdzie zmarł w 1891 roku.